# Fiat Linea
La Fiat Linea è una berlina compatta prodotta della casa automobilistica italiana FIAT. Definita una world car, ovvero una vettura pensata per essere venduta globalmente, la Linea è destinata in particolar modo (ma non solo) ai mercati emergenti. La presentazione ufficiale è avvenuta al salone dell'automobile di Istanbul del novembre 2006. La produzione termina nel 2016 in Turchia e nel novembre 2018 in India.

## Contesto
Si tratta di una berlina a tre volumi (codice progettuale 323) strettamente derivata della Fiat Grande Punto, e quindi basata sul pianale modulare "Small" di Fiat Group Automobiles ma con passo allungato. Con la Grande Punto la Linea condivide alcuni tratti stilistici, nonché gran parte della componentistica meccanica e tecnologica. La Fiat Linea non deriva quindi dal "progetto 178", cui appartengono le altre World car Fiat (Palio, Siena, Albea, Strada e Perla), rispetto alle quali si posiziona in un segmento superiore, tanto che in alcuni mercati la Linea ha sostanzialmente sostituito la Fiat Marea oltre che alla stessa Albea che veniva prodotta in Turchia. La lunghezza è di 4,56 metri, ben 53 centimetri in più rispetto alla Grande Punto. 

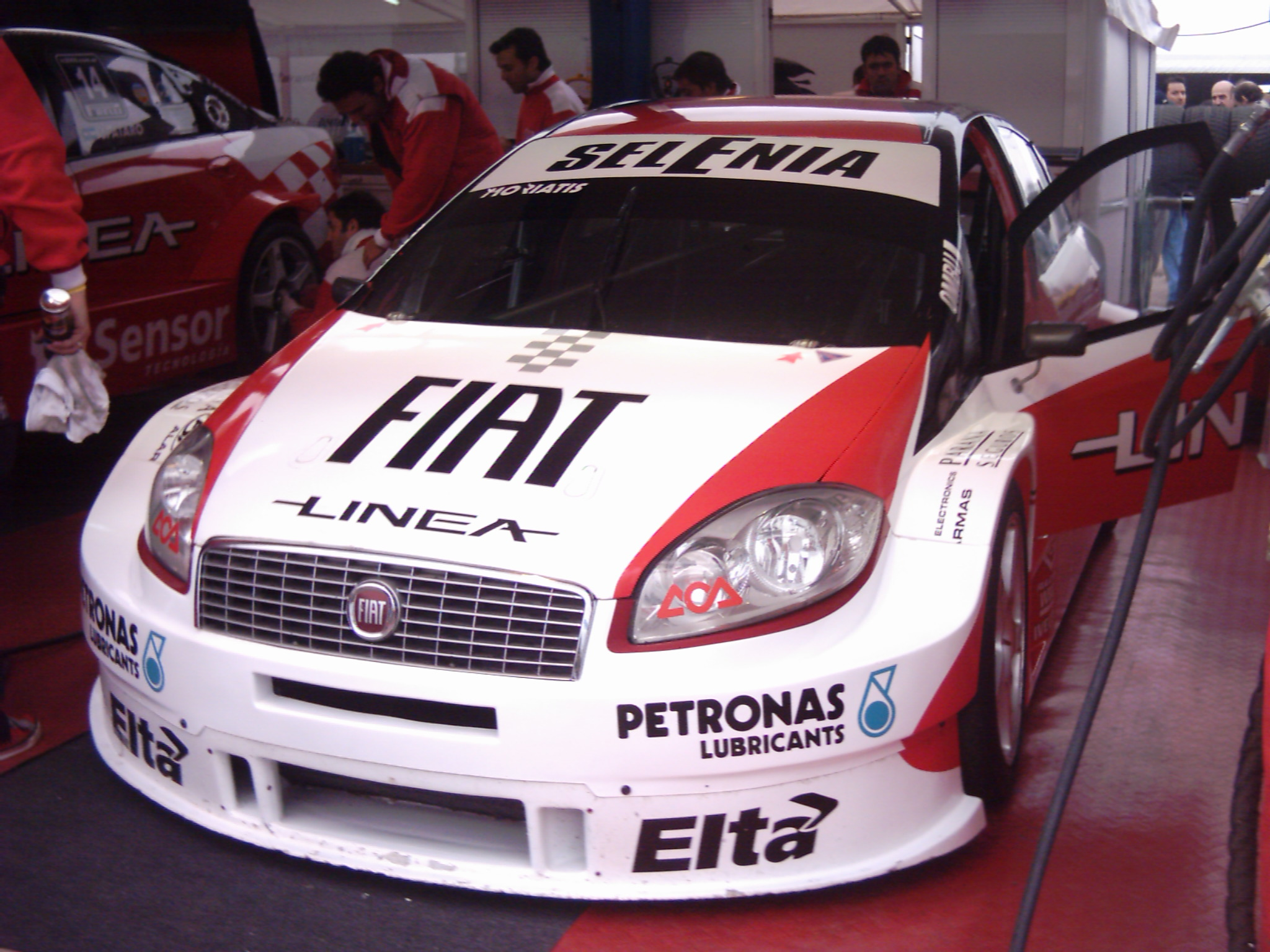
La Linea impiegata nel Turismo Carretera

## Caratteristiche
La vettura viene prodotta a partire dal fine 2006 in Turchia dalla Tofaş e nel corso del 2008 è iniziata la fabbricazione in India (in collaborazione con la Tata Motors) e Brasile. Per un breve periodo è stata assemblata anche in Russia dalla Sollers per mezzo di una joint venture con il gruppo Fiat; i componenti venivano spediti dalla turca Tofas. 
Le motorizzazioni disponibili sono il 1,4 l di cilindrata appartenente alla famiglia Fire aspirato otto valvole (77 CV) e sedici valvole turbo (120 CV), e diesel Multijet di cilindrata 1.3 l (75, 85 e 95 CV) e 1.6 l (105 e 120 CV).

## Restyling 2012

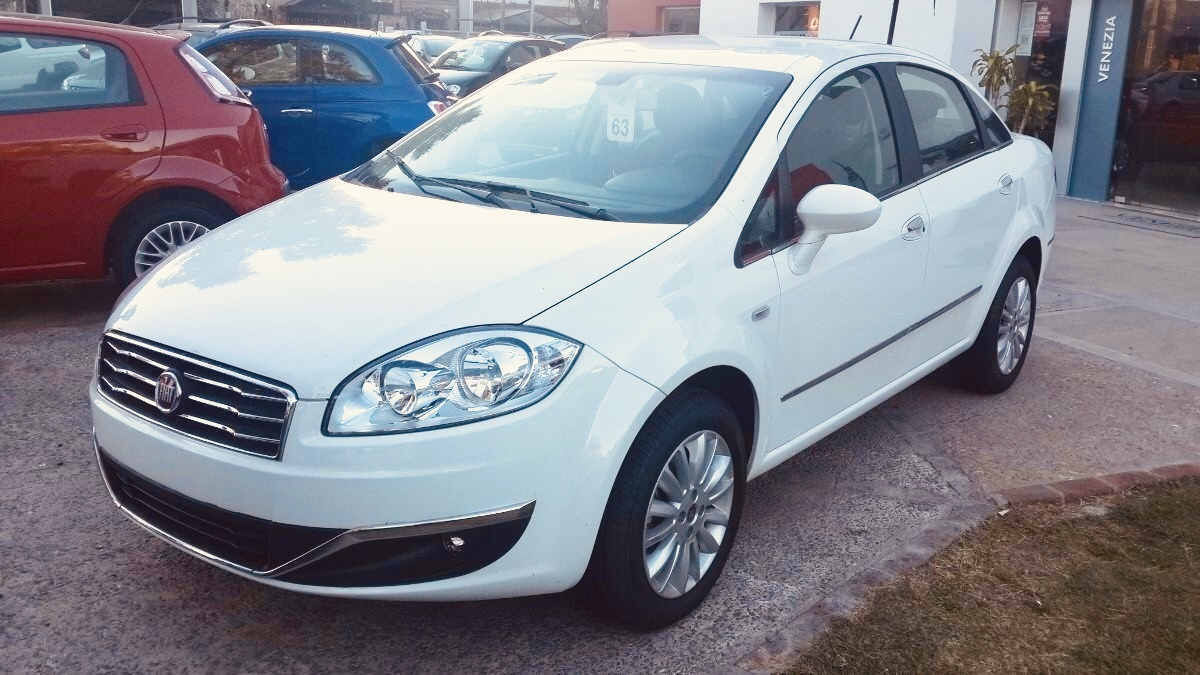
Frontale...

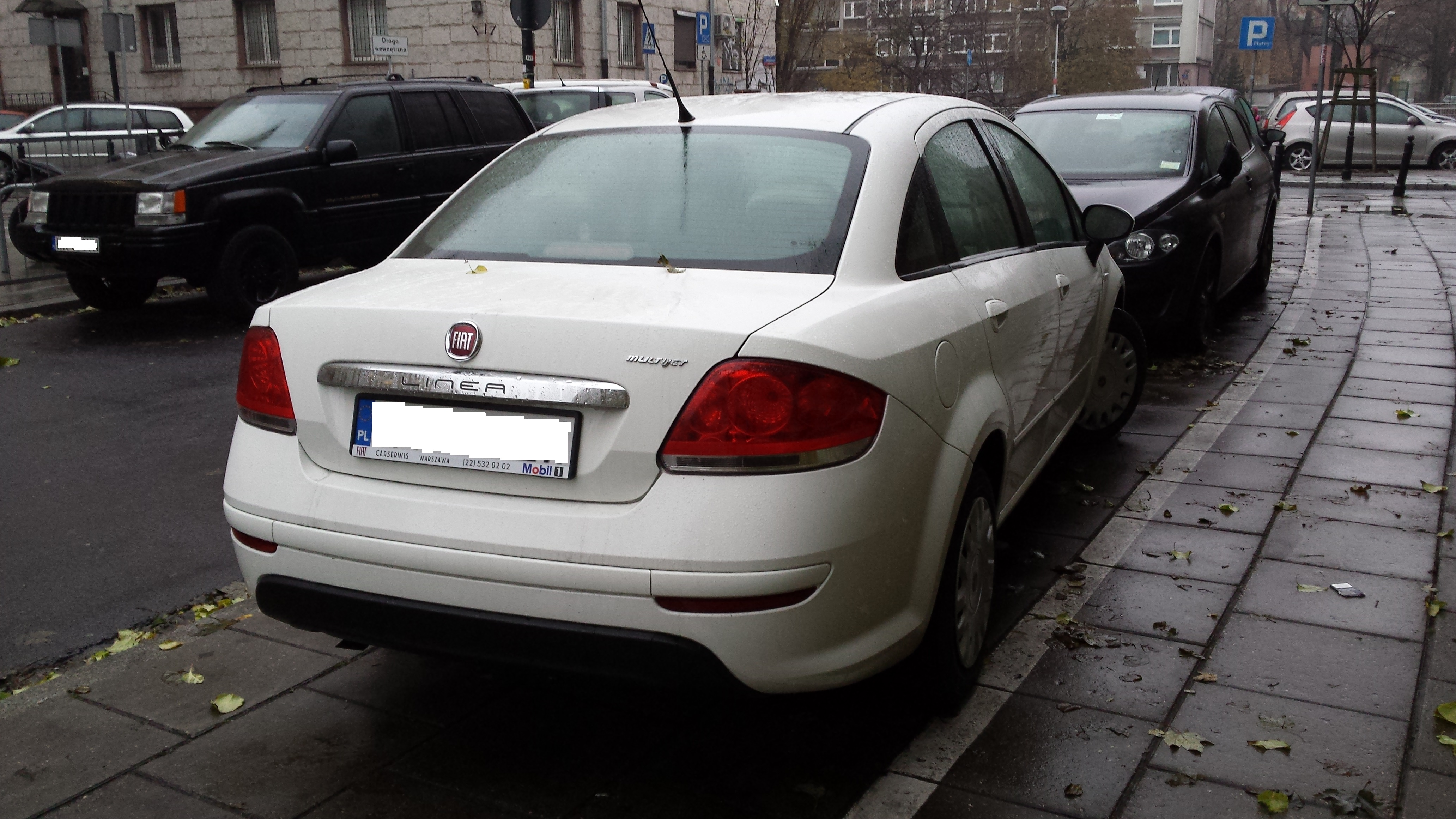
...e posteriore di una Linea restyling

La Fiat Linea nel 2012 è stata interessata da un corposo aggiornamento avvenuto tramite un completo restyling degli interni ed anche minori ma evidenti modifiche negli esterni. La vettura internamente adotta un disegno completamente diverso, si tratta della medesima modifica apportata alla sorella Punto con il modello Punto Evo e mantenuto nelle versioni "non base" della Punto 2012. La qualità degli interni, assemblaggi e materiali, è quindi notevolmente migliorata, a differenza della Punto quelli della Linea 2012 sono più ricchi di cromature, ma sono sostanzialmente i medesimi. Evidenti interventi estetici sono stati eseguiti anche all'esterno, la vettura ora adotta una mascherina aggiornata, molto simile a quella della Fiat Viaggio, anche il paraurti è stato sostituito con uno più elaborato e sportivo e una importante cromatura che lo attraversa quasi interamente. Il posteriore è stato sensibilmente rivisto, la targa ora è stata spostata sul baule, in posizione più convenzionale: la vettura acquista così maggiore importanza e qualità percepita a discapito dell'originalità del modello pre-restyling. Una fascia cromata sovrasta la targa e impreziosisce il baule, anche il paraurti posteriore è stato modificato, anch'esso ha ricevuto un intervento cromato che lo percorre orizzontalmente. La forma dei fari rimane invariata ma il disegno interno di essi viene aggiornato, aggiornamento più percettibile in quelli posteriori, meno in quelli anteriori. I motori non vengono modificati.
La produzione in Turchia termina nel 2016 in quanto sostituita dalla Fiat Egea (ovvero la Fiat Tipo venduta in tutta Europa), in Sud America invece la Linea è stata sostituita dalla Fiat Cronos, berlina compatta derivata dalla Fiat Argo, mentre in India continua ad essere prodotta per il solo mercato locale.